# 高屋八幡山古墳

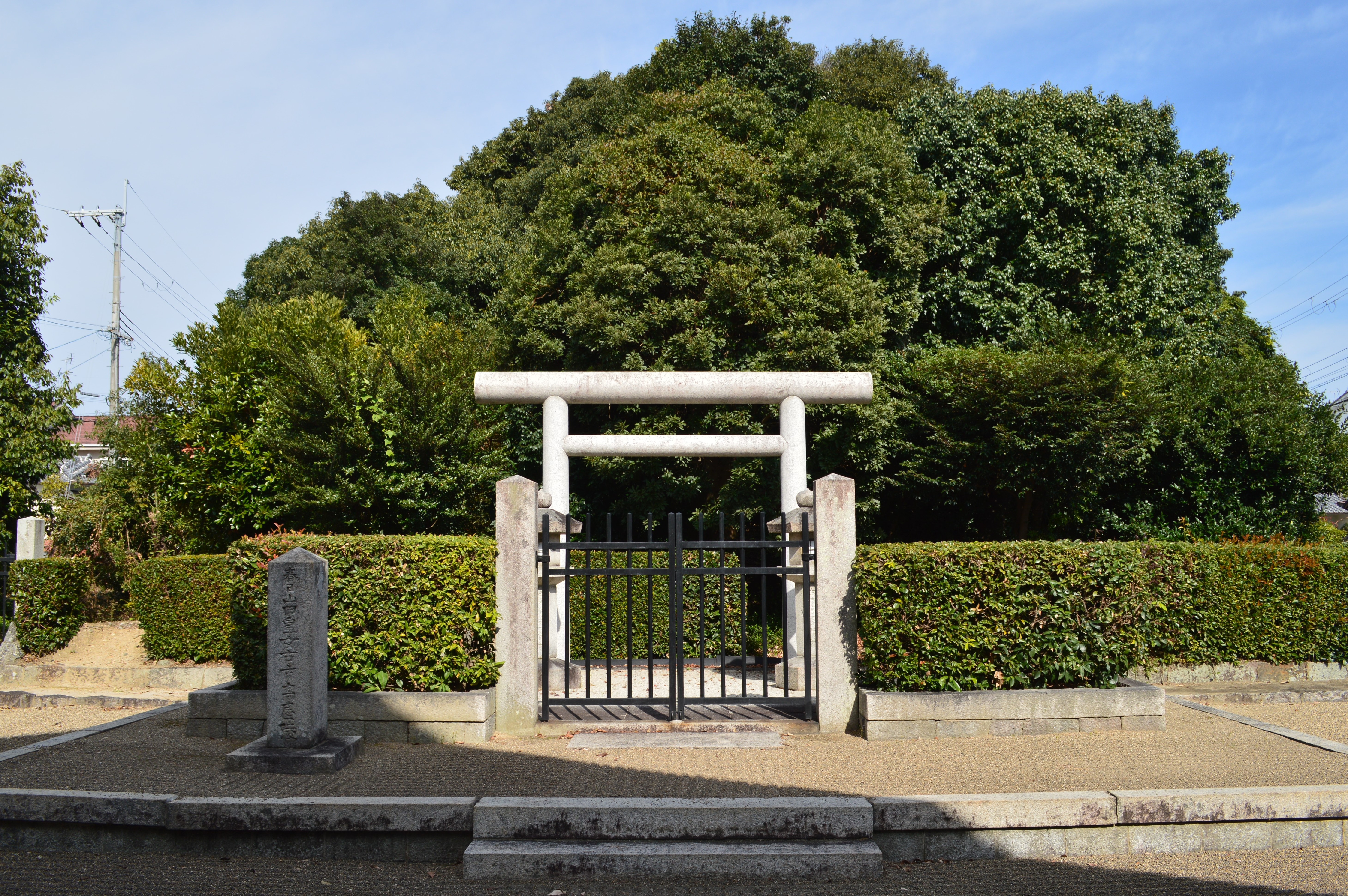
春日山田皇女古市高屋陵 拝所

高屋八幡山古墳（たかやはちまんやまこふん）は、大阪府羽曳野市古市5丁目にある古墳。形状は前方後円墳。古市古墳群を構成する古墳の1つ。
実際の被葬者は明らかでないが、宮内庁により「古市高屋陵（ふるちのたかやのみささぎ）」として第27代安閑天皇皇后の春日山田皇女の陵に治定されている。

## 概要
標高約30〜40mを測る独立丘陵上に位置する。古墳の現状は　一辺が約30〜40mので高さ7.2mの方形状の墳丘を呈しているが、周辺の発掘調査により、元来は前方後円墳であることが判明している。中世に高屋城の築城あるいは落城の際に破壊、削平された可能性が高い。高屋八幡山古墳の北西約250mに高屋築山古墳（伝安閑天皇陵）が同一丘陵上に存在する。

### 墳丘復元規模
陵墓として宮内庁によって管理されている現存部分の周辺を大阪府・羽曳野市教育委員会によって発掘調査されており、本来は墳丘長85mで周濠を有し、前方部を北側に向けた前方後円墳であることが確認されている。　　

### 出土遺物
発掘出土調査による出土遺物は円筒・朝顔形埴輪や家・人物の形象埴輪が出土している。円筒埴輪は無黒斑で土師質のものと須恵質の両者が並存している。また、この古墳周辺一帯を所有していた江戸時代から続く旧家には画文帯神獣鏡1面、琥珀玉1点、金銅製飾履破片、鉄剣破片数点が所蔵されており、この古墳出土の遺物である可能性が高い。

### 築造推定時期
出土した円筒埴輪により古墳時代後期の6世紀初頭前後が推定されている。